# Epidemia helloides
Epidemia helloides är en fjärilsart som beskrevs av Jean Baptiste Boisduval 1852. Epidemia helloides ingår i släktet Epidemia och familjen juvelvingar. Inga underarter finns listade i Catalogue of Life.

## Bild

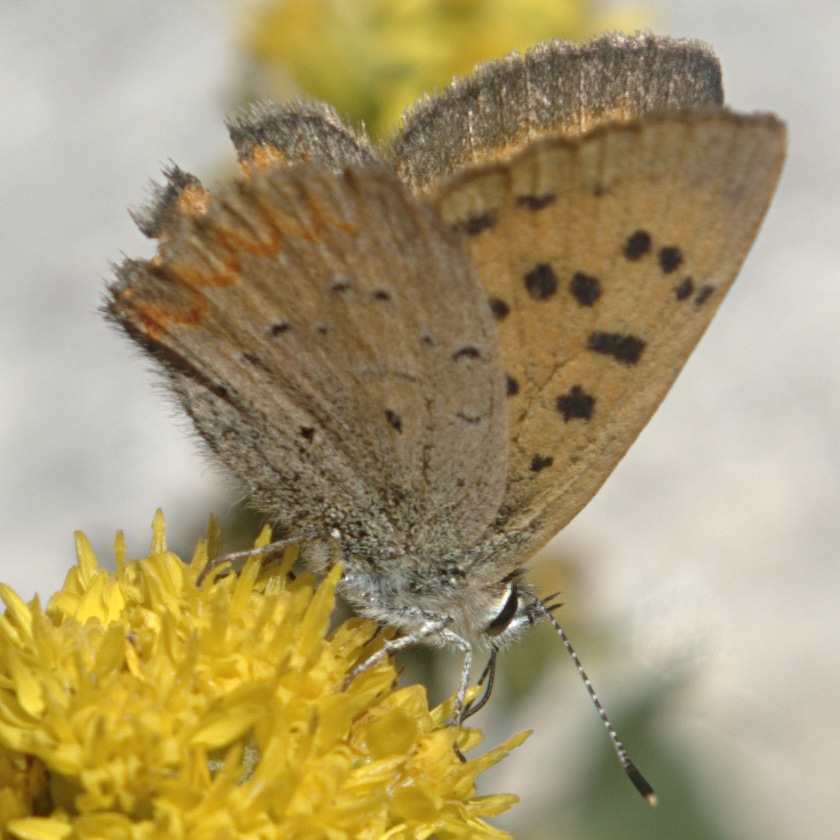